# Kanfory Sylla
Pour les articles homonymes, voir Sylla (homonymie).
Kanfory Sylla est un footballeur international guinéen né le 7 juillet 1980 à Conakry. Il évolue au poste de  défenseur ou de milieu de terrain.

## Carrière
| Année   | Club             | Pays     |
| ------- | ---------------- | -------- |
| 2001    | Étoile de Guinée | Guinée   |
| 2001-02 | Charleroi SC     | Belgique |
| 2002-03 | Charleroi SC     | Belgique |
| 2003-04 | Charleroi SC     | Belgique |
| 2004-05 | Ethnikos Asteras | Grèce    |
| 2005-06 | Ethnikos Asteras | Grèce    |
| 2006-07 | GS Kallithea     | Grèce    |
| 2007-08 | Sivasspor        | Turquie  |
| 2009-10 | Istanbul BB      | Turquie  |
| 2010-11 | Konyaspor        | Turquie  |

## Palmarès
- International guinéen[2]